# Västerås revir
Västerås revir var ett skogsförvaltningsområde som tillhörde Bergslags överjägmästardistrikt och omfattade av Västmanlands län Våla, Torstuna, Simtuna, Övertjurbo, Norrbo, Yttertjurbo, Tuhundra och Siende härad. Reviret, som var indelat i fyra bevakningstrakter, omfattade 1915 27 875 hektar allmänna skogar, varav tre kronoparker med en areal av 4 393 hektar (1915).